# کریس اونیل (تنیس‌باز)
 کریس اونیل (انگلیسی: Chris O'Neil؛ زاده ۱۹ مارس ۱۹۵۶) یک تنیس‌باز اهل استرالیا است.